# Enar Jääger
Enar Jääger (* 18. November 1984 in Kohila, Kreis Rapla) ist ein ehemaliger estnischer Fußballnationalspieler.

## Karriere

### Vereinsspieler
Der Abwehrspieler Jääger begann mit dem Fußball 1994 beim FC Flora Tallinn, bevor er 2000 einen Profivertrag bei Tervis Pärnu erhielt. 2001 wechselte er zurück zum FC Flora Tallinn, bevor er im gleichen Jahr noch zum FC Valga Warrior wechselte. Nach zwei Jahren kam er zurück nach Tallinn und gewann mit dem Verein den Meistertitel 2003 sowie 2003 und 2004 den Estnischen Supercup. und wechselte 2007 zum Aalesunds FK. Von dort aus wurde er von 2009 bis 2010 an den italienischen Verein Ascoli Calcio verliehen. Zur Saison 2013 wechselte er zu Lierse SK, bevor er zur Saison 2015 wieder zu seinem alten Klub FC Flora Tallinn zurückkehrte. 2016 ging es erneut nach Norwegen zu Vålerenga Oslo. Zum Ende seiner Karriere kehrte er 2019 wieder zum FC Flora Tallinn zurück, mit dem er 2019 nochmals estnischer Meister wurde, hatte dabei aber nur wenige Einsätze. Mit dem Ende der Saison 2020 beendete er seine Karriere.

### Nationalmannschaft
Jääger durchlief im Laufe seiner Karriere neben der U16 und der U19 auch die estnische U-21-Nationalmannschaft, bevor er am 12. Oktober 2002 im Freundschaftsspiel gegen Neuseeland erstmals für die Estnische Fußballnationalmannschaft auflief. Insgesamt bestritt er 126 Spiele für sein Land.

## Erfolge
FC Valga
- Meister Esiliiga: 2002

FC Flora Tallinn
- Estnischer Meister: 2003, 2019, 2020
- Estnischer Pokalsieger: 2020
- Supercup: 2003, 2004, 2020

Aalesunds FK
- Norwegischer Pokalsieger: 2009, 2011

## Privates
Sein älterer Bruder Enver Jääger war selbst aktiver Profifußballspieler und war bereits ebenfalls im estnischen Nationalteam im Einsatz.